# NGC 146
NGC 146 (również OCL 299) – gromada otwarta znajdująca się w gwiazdozbiorze Kasjopei. Odkrył ją John Herschel 27 października 1829 roku. Jest położona w odległości ok. 11,3 tys. lat świetlnych od Słońca.